# Isakovo
Isakovo (izvirno srbsko Исаково) je naselje v Srbiji, ki upravno spada pod Občino Ćuprija; slednja pa je del Pomoravskega upravnega okraja.

## Demografija
V naselju, katerega izvirno (srbsko-cirilično) ime je Исаково, živi 549 polnoletnih prebivalcev, pri čemer je njihova povprečna starost 46,3 let (44,6 pri moških in 47,8 pri ženskah). Naselje ima 197 gospodinjstev, pri čemer je povprečno število članov na gospodinjstvo 3,28.
Prebivalstvo je večinoma nehomogeno, a v času zadnjih 3 popisov je opazen porast števila prebivalcev.
|  |

| Demografija | Demografija     | Demografija     |
| Leto        | Št. prebivalcev | Št. prebivalcev |
| ----------- | --------------- | --------------- |
|             |                 |                 |
|             |                 |                 |
|             |                 |                 |
|             |                 |                 |
| 1948        | 1078            |                 |
| 1953        | 1104            |                 |
| 1961        | 1142            |                 |
| 1971        | 1182            |                 |
| 1981        | 1170            |                 |
| 1991        | 1181            | 827             |
| 2002        | 1135            | 646             |
|             |                 |                 |

| Etnična sestava po popisu iz leta 2002 | Etnična sestava po popisu iz leta 2002 | Etnična sestava po popisu iz leta 2002 | Etnična sestava po popisu iz leta 2002 | Etnična sestava po popisu iz leta 2002 |
| -------------------------------------- | -------------------------------------- | -------------------------------------- | -------------------------------------- | -------------------------------------- |
| Vlahi                                  | Vlahi                                  |                                        | 361                                    | 55,88%                                 |
| Srbi                                   | Srbi                                   |                                        | 187                                    | 28,94%                                 |
| Romi                                   | Romi                                   |                                        | 23                                     | 3,56%                                  |
| Romuni                                 | Romuni                                 |                                        | 4                                      | 0,61%                                  |
| Neznano                                | Neznano                                |                                        | 67                                     | 10,37%                                 |